# Литовежская сельская община
Литовежская сельская община (укр. Литовезька сільська громада) — территориальная община во Владимирском районе Волынской области Украины.
Административный центр — село Литовеж.
Население составляет 3751 человек. Площадь — 124,1 км².
В соответствии с распоряжением Кабинета Министров Украины от 12 июня 2020 года, в состав общины вошла территория Заболотцевского, Заставненского, Литовежского и Мовниковского сельских советов упразднённого Иваничевского района.

## Населённые пункты
В состав общины входит 6 сёл:
- Литовеж
- Заболотцевский старостинский округ:
  - Беличи
  - Заболотцы
- Заставненский старостинский округ:
  - Заставное
- Мовниковский старостинский округ:
  - Кречев
  - Мовники